# خیابان شریعتی (کرمانشاه)
خیابان شریعتی خیابانی در شهر کرمانشاه است که از میدان غدیر (شهناز) آغاز شده و تا میدان لشکر امتداد می‌یابد. خیابان شریعتی از خیابان‌های اصلی در بافت قدیم کرمانشاه است و یکی از پرترددترین خیابان‌ها و اصلی‌ترین مسیرهای حمل و نقل شهر کرمانشاه به شمار می‌آید. خیابان شریعتی در محدوده طرح ترافیکی زوج و فرد قرار دارد. این خیابان به طول ۱۷۵۰ متر در جهت شمال شرقی-جنوب غربی در منطقه ۴ شهرداری کرمانشاه کشیده‌شده‌است. قسمتی از این خیابان در گذشته قنات پهلوی نامیده می‌شد.

## نامگذاری
نام رسمی این خیابان پیش از انقلاب بهمن ۱۳۵۷ خیابان پهلوی بود و پس از انقلاب به خیابان دکتر علی شریعتی تغییر یافت.

## تاریخچه
مسیر کنونی خیابان شریعتی در گذشته کوچه‌باغی بود که از سرآب قنبر تا محل کنونی میدان غدیر (شهناز) که «دروازه سرآب» نامیده می‌شد امتداد داشت. در سال ۱۳۱۳ بلدیۀ کرمانشاه این کوچه‌باغ را از محل دروازه سرآب تا مقابل بیمارستان ارتش (در محل میدان لشکر کنونی) از دو طرف تعریض کرد و امتداد داد. تاریخ احداث این مسیر سال ۱۳۱۰ نیز ذکر شده‌است. در طول خیابان باغچه‌هایی ساخته شده و تعدادی کافه و سالن غذاخوری احداث شده‌بود. همچنین تعدادی درشکه برای جابه‌جا کردن مردم در طول خیابان به کار گرفته شد.
تا پیش از انقلاب خیابان شریعتی محل زندگی مسیحیان در کرمانشاه بود. همچنین تعداد زیادی از یهودیان کرمانشاه نیز در این خیابان زندگی می‌کردند. نخستین بیمارستان در منطقه غرب ایران با نام وست مینستر هاسپیتال (بیمارستان مسیح) که توسط پزشکان آمریکایی ساخته شده‌بود در این خیابان قرار داشت که در خرداد ۱۴۰۳ تخریب شد. همچنین دو کلیسای متعلق به آشوریان و ارمنیان در خیابان شریعتی واقع بود که اگرچه کلیسای ارمنیان در دهه ۱۳۸۰ تخریب شد، اما کلیسای آشوریان با نام کلیسای پنطی کاستی همچنان پابرجاست. در گذشته وجود کنسولگری انگلستان در میدان غدیر و شعبۀ انجمن ایران و آمریکا در این خیابان سبب شده‌بود تا خیابان شریعتی اهمیت سیاسی و تاریخی بالایی داشته‌باشد.

## اماکن مهم
- شهرداری کرمانشاه (ساختمان سابق کنسولگری انگلستان)
- مسجد نواب عالیه خانم کوچک
- بیمارستان دکتر پرندیان[۷]
- بیمارستان دکتر علی شریعتی (دانشکده دندانپزشکی دانشگاه علوم پزشکی کرمانشاه)
- بیمارستان مسیح (تخریب شد)
- کلیسای پنطی کاستی
- دبیرستان جلال آل احمد

## رخدادهای تاریخی
- در جریان جنگ ایران و عراق در روز ۳۰ آذرماه سال ۱۳۶۵ در ساعت ۱۲:۳۰ کوچۀ یخچالی در خیابان شریعتی هدف حملۀ نیروی هوایی ارتش بعث عراق قرار گرفت.[۸]

## ورودی‌ها و برخوردگاه‌ها
خیابان شریعتی در مسیر خود از منطقه ۴ شهرداری کرمانشاه می‌گذرد. بجز میدان‌های غدیر (شهناز) و لشکر در شمال و جنوب، این خیابان در مسیر خود از سه‌راه ثبت، سه‌راه شریعتی و سه‌راه شورا نیز می‌گذرد.
| از شمال شرقی به جنوب غربی                                          | از شمال شرقی به جنوب غربی | از شمال شرقی به جنوب غربی |
| ------------------------------------------------------------------ | ------------------------- | ------------------------- |
| خیابان چهل‌متری مطهری خیابان سید جمال‌الدین اسدآبادی خیابان برزه‌دماغ | میدان غدیر (شهناز)        |                           |
| مسجد نواب عالیه خانم کوچک                                          |                           |                           |
| بلوار شهیدان رحمانپور (کوچه ثبت)                                   |                           |                           |
| بیمارستان دکتر پرندیان                                             |                           |                           |
| خیابان معلم شرقی (شاهبختی)                                         | سه‌راه شریعتی              |                           |
| محل سابق بیمارستان مسیح                                            |                           |                           |
| کلیسای پنطی کاستی                                                  |                           |                           |
| خیابان شورا                                                        | سه‌راه شورا                |                           |
| خیابان دلگشا خیابان ارتش                                           | میدان لشکر                |                           |
| از جنوب غربی به شمال شرقی                                          |                           |                           |